# Saint-Victor-Montvianeix
Saint-Victor-Montvianeix ist eine französische Gemeinde im Département Puy-de-Dôme in der Region Auvergne-Rhône-Alpes. Sie gehört zum Arrondissement Thiers und zum Kanton Thiers (bis 2015: Kanton Saint-Rémy-sur-Durolle). Die Kommune hat 1.760 Einwohner (Stand: 1. Januar 2022), die Saint-Rémois genannt werden.

## Lage und Verkehr
Saint-Victor-Montvianeix liegt etwa 44 Kilometer ostnordöstlich von Clermont-Ferrand an der Credogne und am Rande der Berge des Forez. Umgeben wird Saint-Victor-Montvianeix von den Nachbargemeinden Châteldon im Norden und Nordwesten, Lachaux im Norden, La Guillermie im Norden und Nordosten, Lavoine im Osten und Nordosten, Palladuc im Süden und Südosten, Saint-Rémy-sur-Durolle im Süden, Paslières im Westen und Südwesten sowie Puy-Guillaume im Westen und Nordwesten.
Saint-Victor-Montvianeix ist heute Bestandteil des Regionalen Naturparks Livradois-Forez.

## Bevölkerungsentwicklung
| Jahr                       | 1962 | 1968 | 1975 | 1982 | 1990 | 1999 | 2006 | 2012 |
| Einwohner                  | 457  | 431  | 337  | 322  | 274  | 273  | 280  | 244  |
| Quellen: Cassini und INSEE |      |      |      |      |      |      |      |      |

## Sehenswürdigkeiten
- Kirche Saint-Victor
- Kapelle von Montvianeix mit einer Jungfrauenstatue aus dem 12. Jahrhundert